# 花岡実桜
花岡 実桜（はなおか みお、2010年6月17日 - ）は、日本の女性子役。トーチ・リンクに所属している。

## 略歴
- 2022年〜2024年までてれび戦士として活躍。芸名は「盛武 美音」（もりたけ みお）。当初はてれび戦士ではなく「てれび騎士」という敵だったが、自分たちが間違っていたことに気付き、てれび戦士になる。てれび戦士として活動している時は常に敬語を使っていた。
- 2025年5月1日、NHK東京児童劇団からトーチ・リンクへ移籍。芸名を花岡 実桜（はなおか みお）に改名し、俳優として活動開始する[1]。

## 人物
- バレエ、ハープ、舞台鑑賞、文具を集めること、ファンタジー系の小説を書くこと。文具知識能力検定の資格を持っている。
- 礼儀正しい性格で、てれび戦士として活動しているときは常に敬語を使っていた。
- 普段はメガネを着用。ジオ物語で「替えは30個ある」と発言していたことがある。
- トーチ・リンク公式サイトは「これまではメガネキャラだったため優等生のしっかり者のようにみられるが、しゃべるとふわふわしたおっとり天然系。満開の桜を思わせるかわいらしさが魅力。」と語っている[2]。

## 出演番組
出典：
- 天才てれびくん　てれび戦士（2022〜2024）
- Eテレ　もやモ屋「Kマン」　生徒 役
- Eテレ 「ハートネットTV」フクチッチ　5月13日放送「学習障害」
- Jリーグ30周年記念マッチ　オープニングセレモニー参加